# Love yourself～喜歡你所討厭的你～
《 Love yourself～喜歡你所討厭的你～》為日本男性偶像團體KAT-TUN的第11張單曲作品。

## 概要
- 這是KAT-TUN的第11張單曲作品，主打歌「Love yourself～喜歡你所討厭的你～」，成員說道：「傳達了我們想要表達的訊息」是KAT-TUN新一章的自信作品。此外亦是團員龜梨和也所主演之TBS電視連續劇《完美小姐進化論》的主題曲。
- 第2首主打歌「THE D-MOTION」是六人所代言的DX廣告歌曲。
- 初回限定盤1中收錄了「Love yourself～喜歡你所討厭的你～」的Video Cilp，並收錄Making影片，以及附加另一首副歌「因為我愛妳」（龜梨和也的獨唱曲）。
- 初回限定盤2中收錄了「THE D-MOTION」的Video Cilp，並收錄Making影片，以及附加另一首副歌「A Page」（赤西仁的獨唱曲）。
- 通常盤中除了兩首主打歌外，另追加一首「HEART BEAT」以及該首歌的Original KARAOKE，總共收錄6首歌。
- 此單曲為赤西仁最後一張參與錄音之單曲。

## 收錄曲

### 初回限定盤1
- CD

1. Love yourself～喜歡你所討厭的你～
  - 作詞：ECO、Rap詞：JOKER
  - 作曲：Tatsugoo、編曲：Taku Yoshioka
2. THE D-MOTION
  - 作詞：ECO、English Lyrics Coordinated by Jin Akanishi
  - 作曲：Oscar Holter / Jakke Erixson / Thomas Haraldsson /  Junior H Johansson
  - 編曲：Oscar Holter / Jakke Erixson
3. 因為我愛妳（愛しているから）（龜梨和也的獨唱曲）
  - 作詞：Kazuya Kamenashi / Satomi / Yuka Kawamura
  - 作曲：Yuka Kawamura、編曲：Gin Kitagawa

- DVD

「Love yourself～喜歡你所討厭的你～」（Video Cilp+Making）

### 初回限定盤2
1. Love yourself～喜歡你所討厭的你～
2. THE D-MOTION
3. A Page（赤西 仁的獨唱曲）
  - 作詞：Josh / Jin Akanishi
  - 作曲・編曲：Jin Akanishi

- DVD

「THE D-MOTION」（Video Cilp+Making）

### 通常盤
1. Love yourself～喜歡你所討厭的你～
2. THE D-MOTION
3. HEART BEAT
  - 作詞：t-oga
  - 作曲：King of slick、編曲：King of slick / Tomoki Kikuya
4. Love yourself～喜歡你所討厭的你～（Original KARAOKE）
5. THE D-MOTION（Original KARAOKE）
6. HEART BEAT（Original KARAOKE）